# Binangun (Bandar)
Binangun is een bestuurslaag in het regentschap Batang van de provincie Midden-Java, Indonesië. Binangun telt 2360 inwoners (volkstelling 2010).